# Grézieu-le-Marché
Grézieu-le-Marché és un municipi francès situat al departament del Roine i a la regió d'Alvèrnia-Roine-Alps. L'any 2007 tenia 748 habitants.

## Demografia

### Població
El 2007 la població de fet de Grézieu-le-Marché era de 748 persones. Hi havia 280 famílies de les quals 60 eren unipersonals (20 homes vivint sols i 40 dones vivint soles), 96 parelles sense fills, 112 parelles amb fills i 12 famílies monoparentals amb fills.
La població ha evolucionat segons el següent gràfic:
Habitants censats

### Habitatges
El 2007 hi havia 330 habitatges, 286 eren l'habitatge principal de la família, 31 eren segones residències i 13 estaven desocupats. 298 eren cases i 32 eren apartaments. Dels 286 habitatges principals, 233 estaven ocupats pels seus propietaris, 47 estaven llogats i ocupats pels llogaters i 6 estaven cedits a títol gratuït; 2 tenien una cambra, 13 en tenien dues, 47 en tenien tres, 67 en tenien quatre i 157 en tenien cinc o més. 207 habitatges disposaven pel capbaix d'una plaça de pàrquing. A 100 habitatges hi havia un automòbil i a 157 n'hi havia dos o més.

### Piràmide de població
La piràmide de població per edats i sexe el 2009 era:
| Homes | Edats   | Dones |
| ----- | ------- | ----- |
| 0     | 95 o +  | 0     |
| 0     | 90 a 94 | 0     |
| 4     | 85 a 89 | 12    |
| 8     | 80 a 84 | 0     |
| 24    | 75 a 79 | 24    |
| 16    | 70 a 74 | 12    |
| 8     | 65 a 69 | 12    |
| 16    | 60 a 64 | 8     |
| 8     | 55 a 59 | 24    |
| 8     | 50 a 54 | 16    |
| 40    | 45 a 49 | 16    |
| 24    | 40 a 44 | 24    |
| 44    | 35 a 39 | 52    |
| 20    | 30 a 34 | 16    |
| 12    | 25 a 29 | 12    |
| 20    | 20 a 24 | 8     |
| 40    | 15 a 19 | 20    |
| 40    | 10 a 14 | 32    |
| 28    | 5 a 9   | 36    |
| 24    | 0 a 4   | 12    |

## Economia
El 2007 la població en edat de treballar era de 494 persones, 386 eren actives i 108 eren inactives. De les 386 persones actives 371 estaven ocupades (208 homes i 163 dones) i 15 estaven aturades (5 homes i 10 dones). De les 108 persones inactives 47 estaven jubilades, 40 estaven estudiant i 21 estaven classificades com a «altres inactius».

### Ingressos
El 2009 a Grézieu-le-Marché hi havia 284 unitats fiscals que integraven 753 persones, la mediana anual d'ingressos fiscals per persona era de 16.613 €.

### Activitats econòmiques
Dels 28 establiments que hi havia el 2007, 2 eren d'empreses alimentàries, 2 d'empreses de fabricació d'altres productes industrials, 7 d'empreses de construcció, 4 d'empreses de comerç i reparació d'automòbils, 2 d'empreses de transport, 2 d'empreses d'hostatgeria i restauració, 1 d'una empresa financera, 2 d'empreses immobiliàries, 4 d'empreses de serveis i 2 d'empreses classificades com a «altres activitats de serveis».
Dels 12 establiments de servei als particulars que hi havia el 2009, 2 eren tallers de reparació d'automòbils i de material agrícola, 1 paleta, 1 guixaire pintor, 2 fusteries, 1 lampisteria, 1 electricista, 1 perruqueria, 1 restaurant, 1 agència immobiliària i 1 saló de bellesa.
L'any 2000 a Grézieu-le-Marché hi havia 36 explotacions agrícoles que ocupaven un total de 840 hectàrees.

## Equipaments sanitaris i escolars
El 2009 hi havia una escola elemental.

## Poblacions més properes
El següent diagrama mostra les poblacions més properes.